# Giro d’Italia 1962
Der 45. Giro d’Italia wurde in 21 Abschnitten und 4182 Kilometern vom 19. Mai bis zum 9. Juni 1962 ausgetragen und vom Italiener Franco Balmamion gewonnen. Von den 130 gestarteten Fahrern erreichten 47 das Ziel in Mailand.

## Verlauf
| Etappe | von                 | nach               | km  | Gewinner            | Maglia rosa         |
| ------ | ------------------- | ------------------ | --- | ------------------- | ------------------- |
| 1      | Mailand             | Tabiano Terme      | 185 | Dino Liviero        | Dino Liviero        |
| 2      | Salsomaggiore Terme | Sestri Levante     | 158 | Graziano Battistini | Graziano Battistini |
| 3      | Sestri Levante      | Marliana           | 225 | Angelino Soler      | Antonio Suárez      |
| 4      | Montecatini Terme   | Perugia            | 248 | Antonio Bailetti    | Antonio Suárez      |
| 5      | Perugia             | Rieti              | 258 | Joseph Carrara      | Antonio Suárez      |
| 6      | Rieti               | Fiuggi             | 193 | Willy Schroeders    | Vincenzo Meco       |
| 7      | Avellino            | Montevergine       | 224 | Armand Desmet       | Armand Desmet       |
| 8      | Avellino            | Foggia             | 110 | Huub Zilverberg     | Armand Desmet       |
| 9      | Foggia              | Chieti             | 205 | Rik Van Looy        | Armand Desmet       |
| 10     | Chieti              | Fano               | 218 | Giuseppe Tonucci    | Armand Desmet       |
| 11     | Fano                | Castrocaro Terme   | 170 | Rik Van Looy        | Armand Desmet       |
| 12     | Forlì               | Lignano Sabbiadoro | 298 | Bruno Mealli        | Armand Desmet       |
| 13     | Lignano Sabbiadoro  | Belluno            | 173 | Guido Carlesi       | Armand Desmet       |
| 14     | Belluno             | Passo Rolle        | 160 | Vincenzo Meco       | Graziano Battistini |
| 15     | Moena               | Aprica             | 215 | Vittorio Adorni     | Graziano Battistini |
| 16     | Aprica              | Piani Resinelli    | 123 | Angelino Soler      | Graziano Battistini |
| 17     | Lecco               | Casale Monferrato  | 194 | Armando Pellegrini  | Franco Balmamion    |
| 18     | Casale Monferrato   | Frabosa Soprana    | 232 | Angelino Soler      | Franco Balmamion    |
| 19     | Frabosa Soprana     | Saint-Vincent      | 193 | Giuseppe Sartore    | Franco Balmamion    |
| 20     | Saint-Vincent       | Saint-Vincent      | 238 | Alberto Assirelli   | Franco Balmamion    |
| 21     | Saint-Vincent       | Mailand            | 160 | Guido Carlesi       | Franco Balmamion    |

## Endstände
| Sieger      | Franco Balmamion    | 123:07:03 h |
| Zweiter     | Imerio Massignan    | + 3:57 min  |
| Dritter     | Nino Defilippis     | + 5:02 min  |
| Vierter     | Vito Taccone        | + 5:21 min  |
| Fünfter     | Vittorio Adorni     | + 7:11 min  |
| Sechster    | José Pérez Francés  | + 7:29 min  |
| Siebter     | Ercole Baldini      | + 7:54 min  |
| Achter      | Graziano Battistini | + 8:05 min  |
| Neunter     | Guido Carlesi       | + 14:22 min |
| Zehnter     | Armand Desmet       | + 15:55 min |
| Bergwertung | Angelino Soler      |             |
| Zweiter     | Joseph Carrara      |             |
| Dritter     | Vincenzo Meco       |             |
| Teamwertung | Faema               |             |